# Břetislav Staš
Břetislav Staš (1. července 1928 Ostrava – 8. prosince 2021) byl český seismolog a geofyzik. Byl prvním manželem herečky Jiřiny Bohdalové a otcem herečky Simony Stašové.

## Životopis
V roce 1951 absolvoval zeměměřická studia na Vysoké škole speciálních nauk ČVUT v Praze a získal inženýrský titul. Po studiu ho čekala povinná dvouletá vojenská služba, kde nastoupil k autorotě Dobřany u Plzně jako vojenský řidič. Získal zde praxi v řízení různých automobilů, kolopásů a samohybných vrtných souprav, která byla později pro jeho vědecko-výzkumnou činnost užitečná.
V letech 1953 – 1959 působil v ÚPUL (Ústav pro průzkum uhelných ložisek), kde založil skupinu pro povrchová seismická měření s účelem zpřesnit úložné a tektonické poměry zájmového uhelného ložiska ostravsko-karvinského revíru. Měl zde na starost vědecko-metodickou, provozně-technickou přípravu a s využitím měřících metod refrakce a reflexe mapoval celý revír OKR, včetně jeho uhelných dolů v ostravské, petřvaldské a karvinské části.
Dle příkazu FMPE (federálního ministerstva paliv a energetiky) byl v roce 1959 spolu s celou seismickou skupinou převeden formou státní delimitace do GPO Ostrava (Geologický průzkum Ostrava), kde nadále pokračoval v seismických měřeních v zájmových areálech OKR. Zjišťoval a dokumentoval zájmové a strukturně-tektonické informace, které byly pro plynovou a uhelnou ložiskovou prospekci nezbytné. V roce 1962 získal průkaz technického vedoucího trhacích prací, který ho opravňoval k samostatnému výkonu a provádění střelmistrovských prací in situ pro odpaly z vody, vrtů a ze vzduchu. Odpaly vyvolávají seismické vlny, které jsou důležité pro povrchová i důlní seismická měřeni in situ. V roce 1964 objevil výrazné zvýšení mocností vrstev uhlonosného karbonu, v jihozápadní části OKR, což bylo následnými hlubinnými vrty později prokázáno a vymezeno jako nové výhledové uhelné ložisko (dnešní název Frenštát-jih)
V roce 1965 byla opět rozhodnutím FMPE veškerá povrchová geofyzikální měření v ČSSR centralizována do národního podniku Geofyzika – BRNO, tedy i seismická skupina GPO Ostrava. Ve stejném roce po úspěšném zpřesnění strukturně-tektonického stavu horninového masivu v areálu OKR ukončil s GPO pracovní poměr s dohodou další odborné spolupráce.
Mezi roky 1960 a 1966 dálkově studoval při zaměstnání Univerzitu Karlovu. V roce 1966 obdržel titul RNDr. na Přírodovědecké fakultě UK v geofyzice.
Mezi lety 1965 a 1996 pracoval na VVUÚ (Vědecko-výzkumný uhelný ústav), kde přenesl své znalosti povrchové seismiky do důlního prostředí. Jeho úlohou bylo provést potřebné technické a bezpečnostní opatření a ověřit, že zájmový uhelný blok může být vyuhlen a že není tektonicky narušen. V rámci VVUÚ vybudoval nové pracoviště důlní seismiky, což byl v ČSSR zcela nový vědní obor. Také se mu podařilo specifikovat, fyzikálně popsat, vyvolat a využít zcela novou, ve světě neznámou seismickou tzv. příčnou slojovou vlnu (PSV), na kterou získal patent. Výsledky měření in situ metodou PSV v Česku i ve světě dosáhly vysoké odborné úrovně, které umožnily zvýšení efektivnosti těžby uhlí nejen v Česku, ale i ve světě.

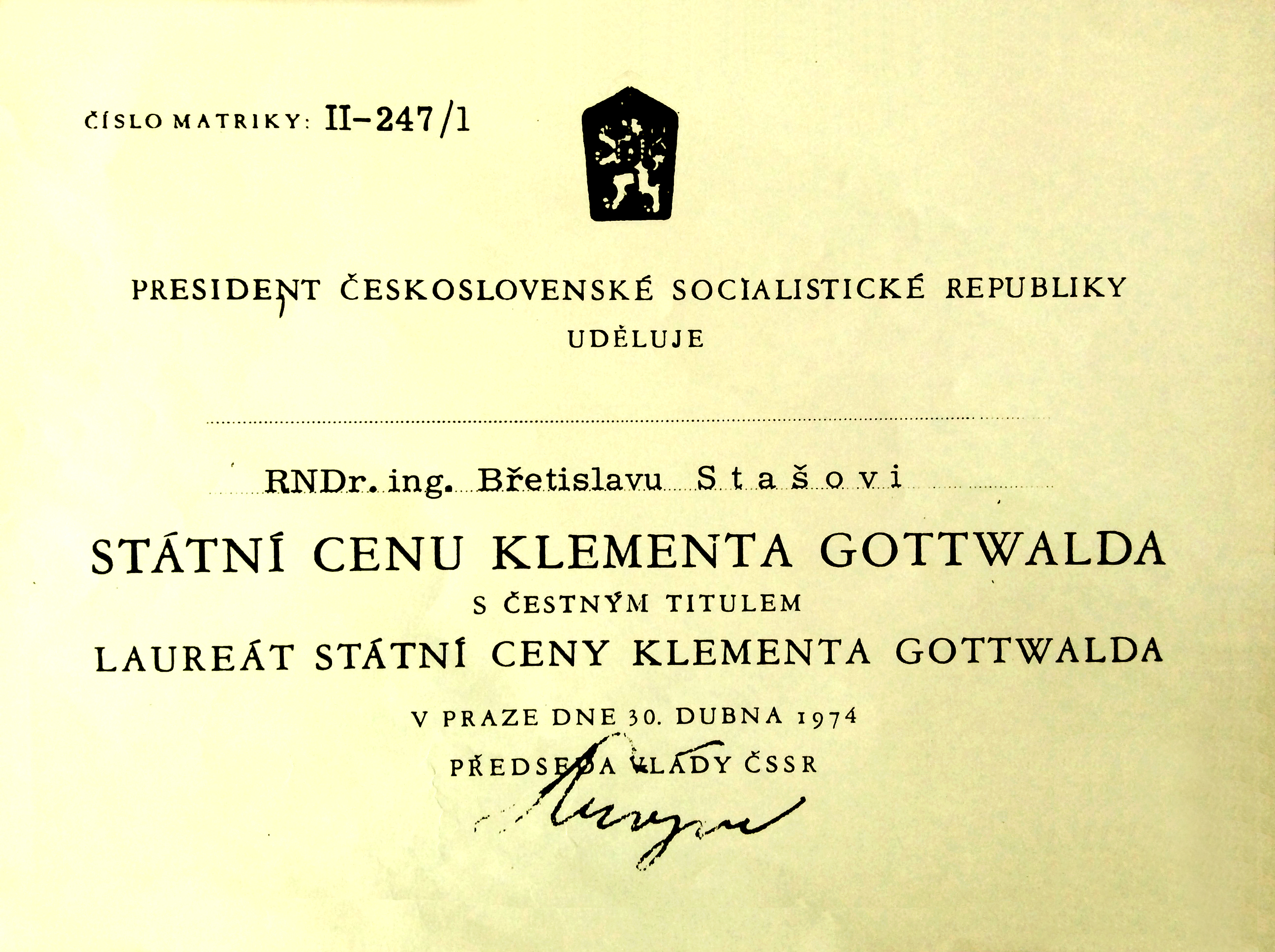
Státní cena Klementa Gottwalda

V rámci činnosti ve VVUÚ bylo metodou PSV proměřeno více než 120 uhelných bloků (ve všech uhelných revírech Česka i Slovenska) a byla realizována ukázková měření v uhelných revírech Polska, Maďarska, Gruzie, Číny, Austrálie. PSV-metoda byla oceněna patentem ČSSR, USA, Anglie, Japonska, Číny, Polska. Za výsledky metody získal státní cenu prezidenta ČSSR, čestné uznání akademie Tbilisi v Gruzii, čestné uznání Bytom, Zlatý kahan OKR.
Od roku 1989 začalo docházet v českém uhelném hornictví k velkým změnám, které vyvolaly omezení činností prací in situ. Později v roce 1996 odešel do důchodu a ukončil pracovní poměr s VVUÚ.

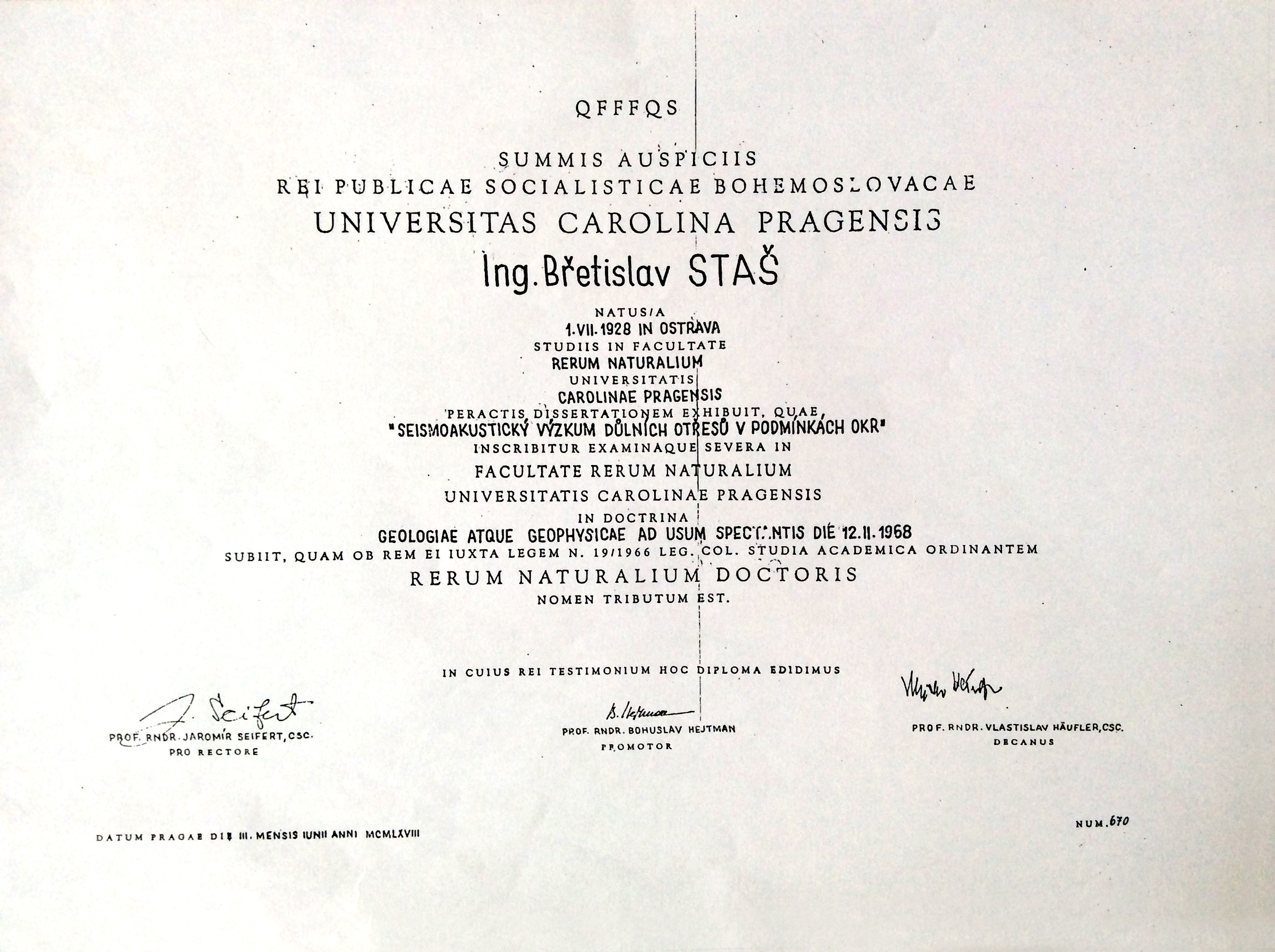
Diplom z Univerzity Karlovy (1968)

V roce 1996 založil firmu GEOSTAS, která se zabývá problematikou astrofyziky, a to předstihovou prognózou variability časů vzniků a projevů velikostí intenzit slunečních erupcí a zemětřesení.

## Patenty
- PATENTOVÁ LISTINA č. 146 393 – vydáno 15. 11. 1972, STAŠ B. a kol.: "Zařízení pro nepřetržité automatické seismoakustické měření změn dynamického šumu horninového masivu."
- AUTORSKÉ OSVĚDČENÍ č. 150 849 – vydáno 15. 10. 1973, STAŠ B. a kol.: "Způsob a zařízení k zjišťování kontinuity mocnosti a strukturně-tektonických prvků horninových vrstev, zejména uhelných slojí.“
- UNITED STATES PATENT No 3,858.167 – vydáno 12.6.1972 (USA), STAŠ B. a kol.: "ARRANGEMENT FOR DETERMINATION OF THE CONTINUITY OF THICKNESS AND OF STRUCTURAL – TECTONIC ELEMENTS OF MINEABLE LAYERS, PARTICULARLY OF COAL SEAMS.“ [4]
- PATENT SPECIFICATION No 1,382.708 – vydáno 29. 6. 1971 (ANGLIE), STAŠ B. a kol.: IMPROVEMENTS IN AND RELATING TO SEISMOLOGY: "METHODS OF MAKING SEISMIC MEASUREMENTS IN MINES FOR EVALUATING THE CONTINUITY OF THICKNESS OF MINEABLE LAYERS, PARTICULARLY OF COAL SEAMS, IN WORKED PARTS OF MINES, AND FOR DETECTING THE COURSE OF TECTONIC DISLOCATIONS IN SUCH LAYERS."Patent (2012) - Způsob předstihové prognózy časové a intenzitní variability sluneční aktivity a zemětřesení

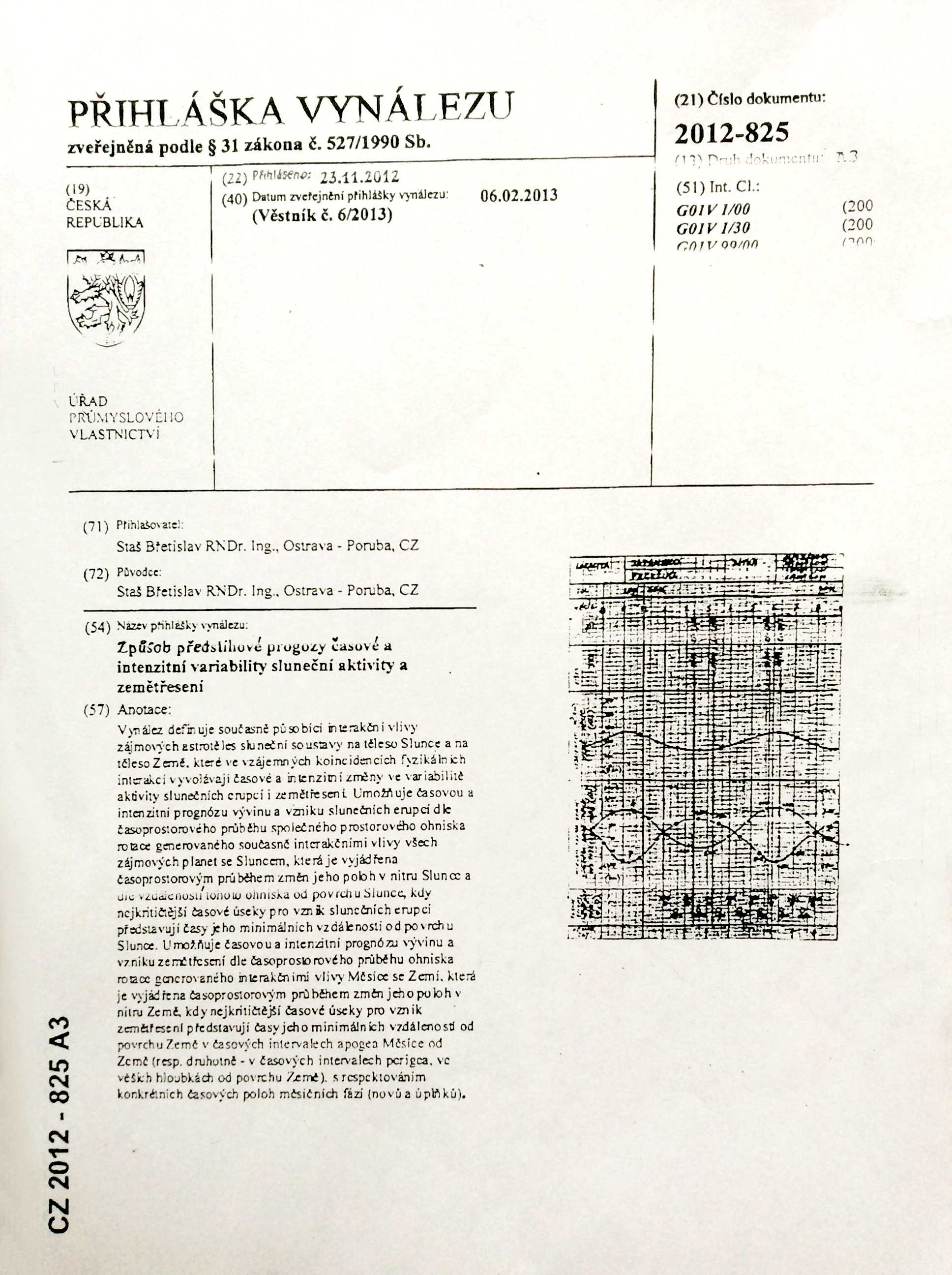
Patent (2012) - Způsob předstihové prognózy časové a intenzitní variability sluneční aktivity a zemětřesení

- JAPAN-PATENT No 1,046.023 – uděleno v 56. roce CÍSAŘE ŠOVA (JAPONSKO) – (ČÍNA) 25. září 1980, STAŠ B.: překlad z japonského písma "METODA URČOVÁNÍ ZMĚN MOCNOSTI SLOJE A TEKTONIKY V PŘEDPOLÍ PORUBU“
- DOKUMENT PATENTOWY No 82.043 – uděleno 30. WRZESNIA 1972 (POLSKO), STAŠ B. a kol.: "SPOSOB OKRESLANIA CIAGLOSCI GRUBOSCI I ELEMENTOW STRUKTURALNO-TEKTONICZNYCH WARSTW SKALNÝCH, ZWLASZCZA PODKLADOW WENGLOWYCH, UKLAD UKLAO DO STOSOWANIA TEGO SPOSOBU.“
- AVTORSKOE SVIDĚTĚLSTVO No 402.840 – zaregistrováno SSSR: 23. ijulja 1973(SSSR), STAŠ B. a kol.: "USTROJSTVO OLJA NEPRERYVNOGO AVTOMATIČESKOGO SEISMO-AKUSTIČESKOGO IZMERENIJA IZMĚNĚNIJ DYNAMIČESKOGO ŠUMA POROONOGO MASSIVA.“
- AUTORSKÉ OSVĚDČENÍ č. 151.394 – vydáno 15. 12. 1973, STAŠ B. a kol.: "ZAPOJENÍ PRO MĚŘENÍ RYCHLOSTÍ SÍŘENÍ ELASTICKÝCH VLN V HORNINOVÉM MASIVU."
- AUTORSKÉ OSVĚDČENÍ č. 156.979 – vydáno 15. 1. 1975, STAŠ B., DLOUHÝ: "ZAPOJENÍ PRO SEISMICKÁ MĚŘENÍ Z DŮLNÍCH DĚL."
- AUTORSKÉ OSVĚDČENÍ č. 196.799 – vydáno 31. 3. 1982, STAŠ B. a kol.: "ZAŘÍZENÍ K AUTOMATICKÉMU VÝBĚRU HORNINOVÝCH IMPULSŮ A K ZJIŠŤOVÁNÍ JEJICH ZÁKLADNÍCH PARAMETRŮ V ČÍSLICOVÉ FORMĚ."
- AUTORSKÉ OSVĚDČENÍ č. 196.912 – vydáno 30. 10. 1981, STAŠ B. a kol.: "ZPŮSOB PORUŠOVÁNÍ HORNIN A VYTVÁŘENÍ ZÁVALŮ"
- AUTORSKÉ OSVĚDČENÍ č. 203.220 – vydáno 15. 9. 1983, STAŠ B.:"ZPŮSOB ZJIŠŤOVANÍ NEZNÁME PROSTOROVÉ POLOHY OSY PRŮCHODNÉHO PRŮZKUMNÉHO VRTU."
- AUTORSKÉ OSVĚDČENÍ č. 215.184 – vydáno 15. 10. 1982, STAŠ B.: "ZPŮSOB REGULACE SEISMICKÝCH ÚČINKŮ HROMADNÉ STŘELBY NA DŮLNÍ OBJEKTY."
- AUTORSKÉ OSVĚDČENÍ č. 215.565 – vydáno 15. 4. 1984, STAŠ B.: "ZPŮSOB ZJIŠŤOVÁNÍ A OCEŇOVÁNÍ SEISMICKÝCH ÚČINKŮ HROMADNÉ STŘELBY NA STABILITU DŮLNÍCH DĚL.“
- AUTORSKÉ OSVĚDČENÍ č. 265.101 – vydáno 15. 12. 1989, STAŠ B.: "ZPŮSOB ZJIŠŤOVÁNÍ PLOŠNÝCH ZMĚN NAPĚŤOVÝCH POMĚRŮ V ZÁJMOVÉM FYZIKÁLNÍM PROSTŘEDÍ.“
- AUTORSKÉ OSVĚDČENÍ č. 266.855 – vydáno 14. 12. 1990, STAŠ B.: "ZAŘÍZENÍ PRO ZJIŠŤOVÁNÍ PROSTOROVÝCH SMĚRŮ PŘÍCHODŮ SEISMICKÝCH VLN K POZOROVACÍMU BODU.“
- PATENTOVÝ SPIS č. 299.496 – vydáno 13. 8. 2008, STAŠ B.: "ZPŮSOB VYUŽITÍ DYNAMIKY ASTROVLIVŮ PRO PROGNÓZU KRITICKÝCH ČASOVÝCH INTERVALŮ ZEMĚTŘESNÝCH JEVŮ.“